# Naranjal (municipalité)
La municipalité de Naranjal est l'une des 212 municipalités de l'État de Veracruz, et est située dans la partie centrale de cet État. Elle se situe à l'ouest du golfe du Mexique, sur les contreforts de la chaîne de montagnes de la Sierra Madre orientale, et fait partie du bassin versant de la rivière Río Blanco, affluent nord du fleuve Río Papaloapan. Son chef-lieu est la ville éponyme de Naranjal. Elle dépend de la région administrative de Las Montañas, qui est une des 10 subdivisions administratives de l'État de Veracruz.

## Géographie
La municipalité de Naranjal s'étend en rive sud de la rivière Río Blanco, qui la borde au nord, et fait face à sa confluence avec la rivière Río Negro, qui appartiennent au bassin versant du fleuve Río Papaloapan. Assise sur les contreforts de la chaîne de montagnes de la Sierra Madre orientale, son altitude oscille entre 600 et 1500 mètres. Son chef-lieu, la ville éponyme de Naranjal, se situe dans les confins nord-ouest de son territoire, sur la rive sud du Río Blanco. Ce territoire couvre une superficie de 18,6 km2, et était peuplé en 2020 de 4614 habitants, pour une densité de 248,1 habitants par km2.
La municipalité est limitrophe au nord de celle de Fortín, à l'ouest de celles de Ixtaczoquitlán et de Tequila, au sud-est de celle de Zongolica, et à l'est de celles de Coetzala et de Amatlán de los Reyes.

## Composition et démographie
La municipalité était composée en 2020 de 12 localités, dont aucune n'était considérée comme urbaine, toutes étant rurales.
| Localité            | Population |
| ------------------- | ---------- |
| Naranjal            | 2328       |
| Xochitla            | 614        |
| Zoquiapa            | 396        |
| Tequecholapa        | 358        |
| Nexca Naranjal      | 335        |
| Reste des localités | 583        |
| Total population    | 4614       |

En plus de l'espagnol, plusieurs langues amérindiennes sont parlées dans la municipalité, dont les principales sont par ordre d'importance : le nahuatl, les autres sont très marginales.

## Histoire
En 1824, Cuichapa dépend de la municipalité de Naranjal.

## Économie

### Agriculture et élevage
La superficie des parcelles semées représentait en 2019 une surface totale de 983 hectares, parmi lesquels 830 hectares étaient voués à la culture du caféier, 69 hectares étaient voués à la culture du maïs, et 56 hectares étaient voués à celle de la canne à sucre.
En 2020, la production de viande par tonnes comprenait 1,4 tonne de viande bovine, 15,9 tonnes de viande porcine, 1,4 tonne de viande ovine, 1,7 tonne de volailles, et 0,8 tonne de dinde. La superficie vouée à l'élevage représentait alors 17 hectares.